# Фрумоаса (Сучава)
Фрумоаса (рум. Frumoasa) насеље је у Румунији у округу Сучава у општини Моара. Oпштина се налази на надморској висини од 355 m.

## Становништво
Према подацима из 2002. године у насељу је живело 191 становника.

### Попис2002.
| Расподела становништва по националности 2002.‍ | Расподела становништва по националности 2002.‍ | Расподела становништва по националности 2002.‍ | Расподела становништва по националности 2002.‍ | Расподела становништва по националности 2002.‍ |
| --------------------------------------------- | --------------------------------------------- | --------------------------------------------- | --------------------------------------------- | --------------------------------------------- |
|                                               |                                               |                                               |                                               |                                               |
| Румуни                                        | Румуни                                        |                                               | 182                                           | 95,3%                                         |
| Пољаци                                        | Пољаци                                        |                                               | 9                                             | 4,7%                                          |